# Wonoyoso (Pituruh)
Wonoyoso is een bestuurslaag in het regentschap Purworejo van de provincie Midden-Java, Indonesië. Wonoyoso telt 345 inwoners (volkstelling 2010).